# 第20回日本レコード大賞
第20回日本レコード大賞（だい20かいにほんレコードたいしょう）は、1978年（昭和53年）12月31日に帝国劇場で行われた、20回目の『日本レコード大賞』である。

## 概要
各部門賞の発表は「日本レコード大賞20周年記念　発表！レコード大賞ノミネート・全国生中継」の名で10月29日に東京プリンスホテルで発表された。
前回に引き続き、総合司会の高橋圭三の他、この年から始まった『ザ・ベストテン』の久米宏・黒柳徹子コンビが司会進行を担当。しかし久米は今回を以て退く。
第20回の大賞は、ピンク・レディーの「UFO」に決定した。ピンク・レディーは初の受賞。
日本テレビ系列のスター誕生!出身歌手と、アイドル歌手のレコード大賞受賞と、及びオリコン年間シングルチャート1位の楽曲が受賞したのは、1968年以降（オリコン調査開始以降）では共に史上初めて。
審査はピンク・レディーと沢田研二が決選投票まで縺れ込み、得票はピンク・レディー「UFO」が29票、沢田研二の「LOVE (抱きしめたい)」が18票であった。連覇を狙った前年（1977年・第19回）の大賞受賞者の沢田研二は、最優秀歌唱賞を獲得した。
この年から、従来は単なる予選通過扱いだった大賞候補曲の上位10曲に対して均等に金賞（後の優秀作品賞）を与えることとなった。
TBSの音声多重放送の開始に伴い、この年からステレオ放送に。
前年史上最高を記録した視聴率は大きく落ち込み7.9P下落の42.9%。
2008年8月1日に日本テレビ系で放送された『ヒットメーカー 阿久悠物語』でも大賞が発表された実際映像が織り交ぜて使われている。

## 司会
- 総合司会：高橋圭三 - 10度目の司会。
- 司会進行：久米宏（TBSアナウンサー） - 2度目の司会。
- 司会進行：黒柳徹子 - 2度目の司会。

## 受賞作品・受賞者一覧

### 日本レコード大賞
- 「UFO」
  - 歌手:ピンク・レディー
  - 作詞:阿久悠 - 3年連続4度目。
  - 作曲:都倉俊一
  - 編曲:都倉俊一
  - レコード会社:ビクター音楽産業

### 最優秀歌唱賞
- 「LOVE (抱きしめたい)」
  - 歌手:沢田研二 - 前年の大賞と合わせて、二冠を達成。

### 最優秀新人賞
- 渡辺真知子（曲:「かもめが翔んだ日」）

### 金賞（大賞ノミネート作品）
- 「かもめはかもめ」
  - 歌手:研ナオコ - 2年ぶり2度目。
- 「グッド・ラック」
  - 歌手:野口五郎 - 前身の歌唱賞を合わせると、2年ぶり3度目。
- 「しあわせ芝居」
  - 歌手:桜田淳子
- 「シンデレラ・ハネムーン」
  - 歌手:岩崎宏美 - 前身の歌唱賞を合わせると2年連続2度目。
- 「たそがれマイ・ラブ」　
  - 歌手:大橋純子
- 「故郷へ…」
  - 歌手:八代亜紀 - 前身の歌唱賞を合わせると3年連続5度目。
- 「ブルースカイ ブルー」
  - 歌手:西城秀樹 - 前身の歌唱賞を合わせると2年ぶり4度目。
- 「プレイバックPart2」
  - 歌手:山口百恵 - 前身の歌唱賞、大衆賞を合わせると2年連続3度目。
- 「UFO」
  - 歌手:ピンク・レディー
- 「LOVE (抱きしめたい)」
  - 歌手:沢田研二 - 前身の歌唱賞、大衆賞を合わせると2年連続5度目。

### 新人賞（最優秀新人賞ノミネート）
- 石野真子（曲:「失恋記念日」）
- さとう宗幸（曲:「青葉城恋唄」）
- 渋谷哲平（曲:「Deep (ディープ)」）
- 中原理恵（曲:「東京ららばい」）
- 渡辺真知子（曲:「かもめが翔んだ日」）
- 【受賞辞退】世良公則&ツイスト（曲:「銃爪 (ひきがね)」）

### 中山晋平賞（後の作曲賞）
- 「飛んでイスタンブール」（歌:庄野真代）/「東京ららばい」（歌:中原理恵）
  - 作曲:筒美京平 - 4年ぶり4度目。大賞を含めると5度目。

### 編曲賞
- 「Mr.サマータイム」（歌:サーカス）
  - 編曲:前田憲男

### 西条八十賞（後の作詩賞）
- 「この空を飛べたら」（歌:加藤登紀子）/「しあわせ芝居」（歌:桜田淳子）
  - 作詩:中島みゆき

### 特別賞
- 淡谷のり子 - 7年ぶり2度目。
- 藤田まさと - 5年ぶり2度目。
- テイチク（株）

### 企画賞
- 「海外シリーズ旅情四部作」
  - 平尾昌晃・畑中葉子　
  - ビクター音楽産業（株）  - 3年連続4度目。
- 「寺内タケシ日本民謡大百科」　
  - キングレコード（株） - 5年ぶり5度目。
- 「宇宙戦艦ヤマト三部作」
  - 日本コロムビア（株） - 15年ぶり4度目。

### 古賀政男記念賞
- 森進一
- 五木ひろし
- 【受賞辞退】美空ひばり

### 日本レコード大賞20周年記念顕彰
- アイ・ジョージ
- 菅原洋一
- 伊東ゆかり
- 松尾和子
- 村田英雄
- ボニー・ジャックス
- 三橋美智也
- 吉田正
- 石本美由起
- 吉川静夫
- 菊池章子
- 田端義夫
- 栗原進（ドラムス）
- 岩田喜代造（ピアノ）
- 高珠恵（ヴァイオリン）
- 角田孝（ギター）
- 上野政雄（アルトサックス）

## TV中継スタッフ
- 運営プロデューサー：野中杉二、青柳脩／吉田恭爾
- 制作本部プロデューサー：渡辺正文、酒井俊一、大友和夫、小松敬、田中耕二、梅沢凡、今里照彦、西内綱一
- 制作マネージャー：小田忠明
- 構成：保富康午、河村達樹、吉田秀穂／小野寺真
- 音楽：服部克久、長洲忠彦
- 演奏：岡本章生とゲイスターズ、高橋達也と東京ユニオン、ベストアンサンブル
- 指揮：長洲忠彦
- 技術：佐藤一郎
- TD：村上敦彦、水越俊之
- 映像（カメラ）：佐藤満、小南朗
- カラー調整：鈴木克彦、安藤紘平
- 音声：椎木洋次、吉田克弥、清水宣宏
- 照明：橋本英一、伊藤博介
- 音響効果：若林宏夫
- 美術制作：和田一郎、河瀬洋男
- 美術デザイン：三原康博、宮澤利昭、竹内誠二
- 演出スタッフ：神保泰宏、中村治信、島津剛史、五十嵐衛、田代誠、八木康夫、石川眞実、清弘誠、吉田秋生、狩野敬、斎藤薫、吉田健、大竹信雄、水留章
- 中継担当：山田修爾
- 舞台監督：塩川和則
- プロデューサー：斎藤正人、弟子丸千一郎
- 演出：久保嶋教生
- 製作著作：TBS
- 主催：社団法人 日本作曲家協会、日本レコード大賞運営委員会